# Ołeksandr Hrebiniuk
Ołeksandr Wiktorowycz Hrebiniuk, ukr. Олександр Вікторович Гребінюк (ur. 23 czerwca 1981 w Komsomolsku) – ukraiński piłkarz, grający na pozycji napastnika.

## Kariera piłkarska

### Kariera klubowa
W listopadzie 1997 w wieku 16 lat rozpoczął karierę piłkarską w drugoligowym zespole Hirnyk-Sport Komsomolsk. Na początku 1999 został zaproszony do Worskły Połtawa, ale występował tylko w drugiej drużynie i w sierpniu 1999 powrócił do klubu z Komsomolska. Na początku 2000 został piłkarzem Krywbasa Krzywy Róg. Najpierw występował w drugiej drużynie, a 12 czerwca 2000 debiutował w składzie pierwszej drużyny Krywbasa w Wyszczej Lidze. Podczas przerwy zimowej sezonu 2002/03 odszedł do Prykarpattia Iwano-Frankiwsk. Latem 2003 przeniósł się do innej spartakowskiej drużyny Spartak-Horobyna Sumy. W 2004 bronił barw FK Mikołajów. Na początku 2005 zasilił skład FK Ołeksandrija, w barwach którego w sezonie 2005/06 zdobył tytuł króla strzelców Drugiej Lihi i pomógł awansować do Pierwszej Lihi. W oleksandrijskim zespole występował do lata 2008, po czym przeszedł do Desny Czernihów. Latem 2009 wyjechał za granicę, gdzie bronił barw uzbeckiego klubu Mash'al Muborak. Latem 2010 powrócił do Ukrainy, gdzie podpisał kontrakt z FK Lwów. Sezon 2011/12 rozpoczął w Desnie Czernihów, ale już od września bronił barw Nywy Tarnopol.

## Sukcesy i odznaczenia

### Sukcesy klubowe
- brązowy medalista Mistrzostw Ukrainy: 2000
- finalista Pucharu Ukrainy: 2000
- wicemistrz Drugiej lihi: 2006